# Complex de la Caparrella
El Complex de la Caparrella és un conjunt d'instal·lacions d'organismes, institucions i entitats públiques situat a cavall de les partides de la Caparrella i Malgovern de Lleida, El Segrià. El complex és propietat de la Diputació de Lleida, i més de 4.000 persones s'hi desplacen diàriament.

## Història
L'any 1971 la Diputació de Lleida va fer adquisició de sis finques contigües situades a les partides de la Caparrella i de Malgovern del terme de Lleida. La superfície total adquirida fou de més de 30 hectàrees i es pensà en dotar amb elles el territori de serveis amb finalitats socials, assistencials i sanitàries. Originalment, l'aleshores anomenat Complex Ilerda fou dissenyat per acollir tres zones diferents orientades respectivament a hospitals, residència d'avis -iniciativa polèmica per ubicar-se a 4 km. de distància de Lleida- i educació. Es preveia també la construcció d'habitatges suficients per allotjar 2.000 persones, i existiren discrepàncies sobre la seva idoneïtat tot rebent acusacions d'especulació urbanística però finalment no reberen llicència municipal i s'abandonà el projecte residencial. El 18 d'agost de L'any 1975 s'iniciaren les feines de construcció amb el projecte d'un Hospital psiquiàtric. Les obres finalitzaren l'any 1982 i tingueren un cost de gairebé 600 milions de pessetes. Tanmateix mai van arribar a posar-se en funcionament a causa dels nous corrents en psiquiatria i l'elevat cost de manteniment, i les construccions van quedar en desús i abandonades fins que l'any 1982 s'hi inauguraren les instal·lacions de l'Institut Nacional d'Educació Física de Catalunya (INEFC). No fou fins a l'any 1993 que el complex rebé un nou impuls amb la instal·lació de la Facultat de Ciències de l'Educació de la Universitat de Lleida.

## El complex en l'actualitat
A partir d'aleshores tot un seguit d'organismes, institucions i entitats s'han anat instal·lant al complex que actualment acull:
- Institut Nacional d'Educació Física de Catalunya de la Universitat de Lleida.
- Escola Escola Universitària de Relacions Laborals de la Universitat de Lleida.
- Escola Universitària de Turisme Terres de Lleida de la Universitat de Lleida.
- Escola d'Hostaleria de la Generalitat.
- Institut Gaudí de la Construcció, esdevingut posteriorment Centre de formació de la construcció (COELL).
- Federació Catalana de Tennis - representació territorial de Lleida.
- Castellers de Lleida.
- IES La Caparrella.
- Institut de Formació Professional La Caparrella.
- Centre Europeu d'Empreses i Innovació (CEEI) de Lleida.
- DOP Garrigues.
- DO Costers del Segre.
- Serveis d'arts gràfiques de la Diputació de Lleida.
- Escoles especials Llar de Sant Josep.
- Servei d'aigües de la Diputació de Lleida.
- Servei d'arqueologia de la Diputació de Lleida.
- Serveis de l'Institut d'Estudis Ilerdencs.
- Escola Plançó.
- Orquestra Julià Carbonell.
- Grup de Sanejament Porcí (GSP).
- Serveis del Banc dels Aliments de Lleida.
- Fundació Andromeda.
- Associació d'Ocupació i Esplai La Torxa.

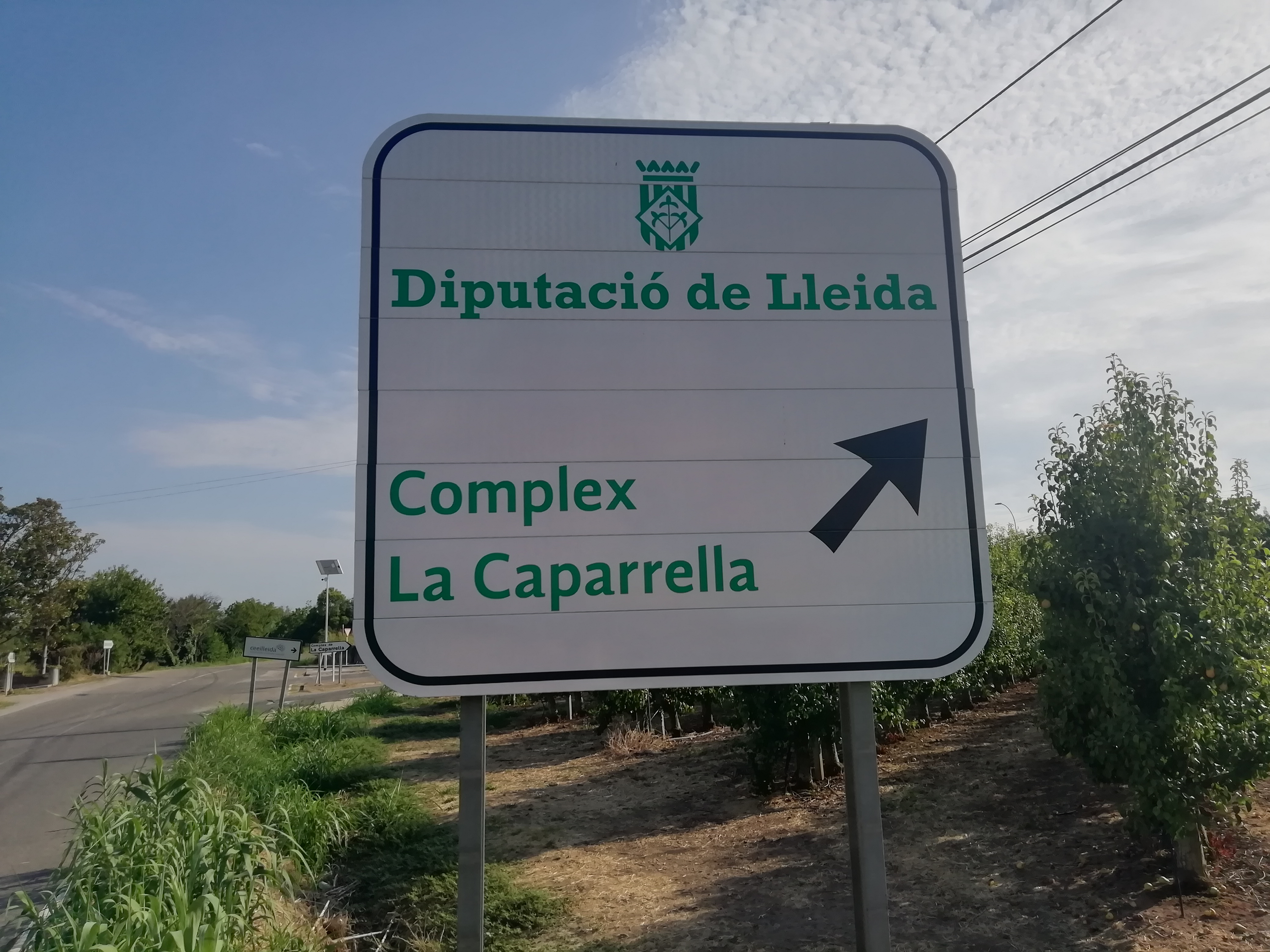
Senyal accés al Complex.
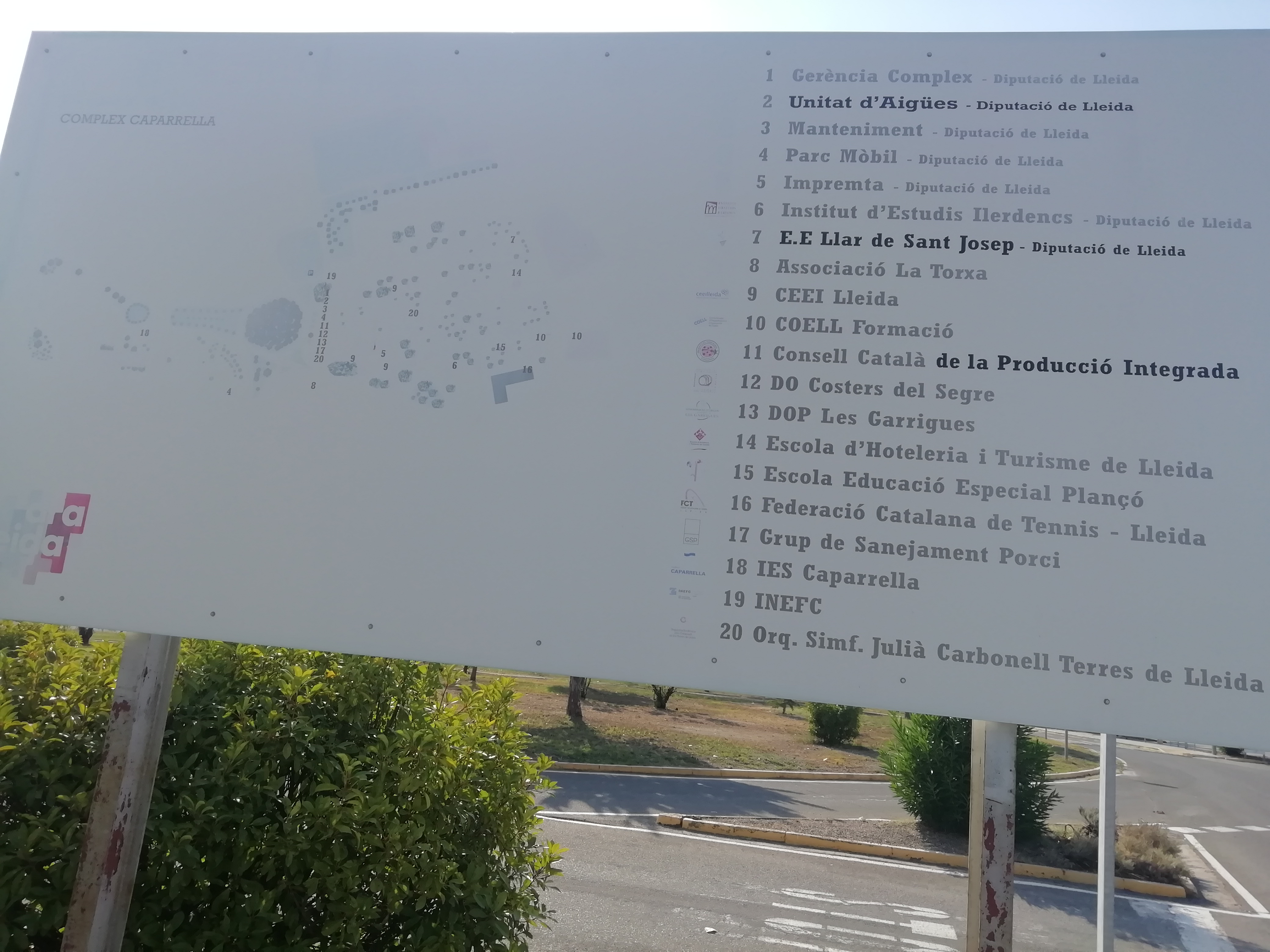
Senyal indicatiu amb plànol.
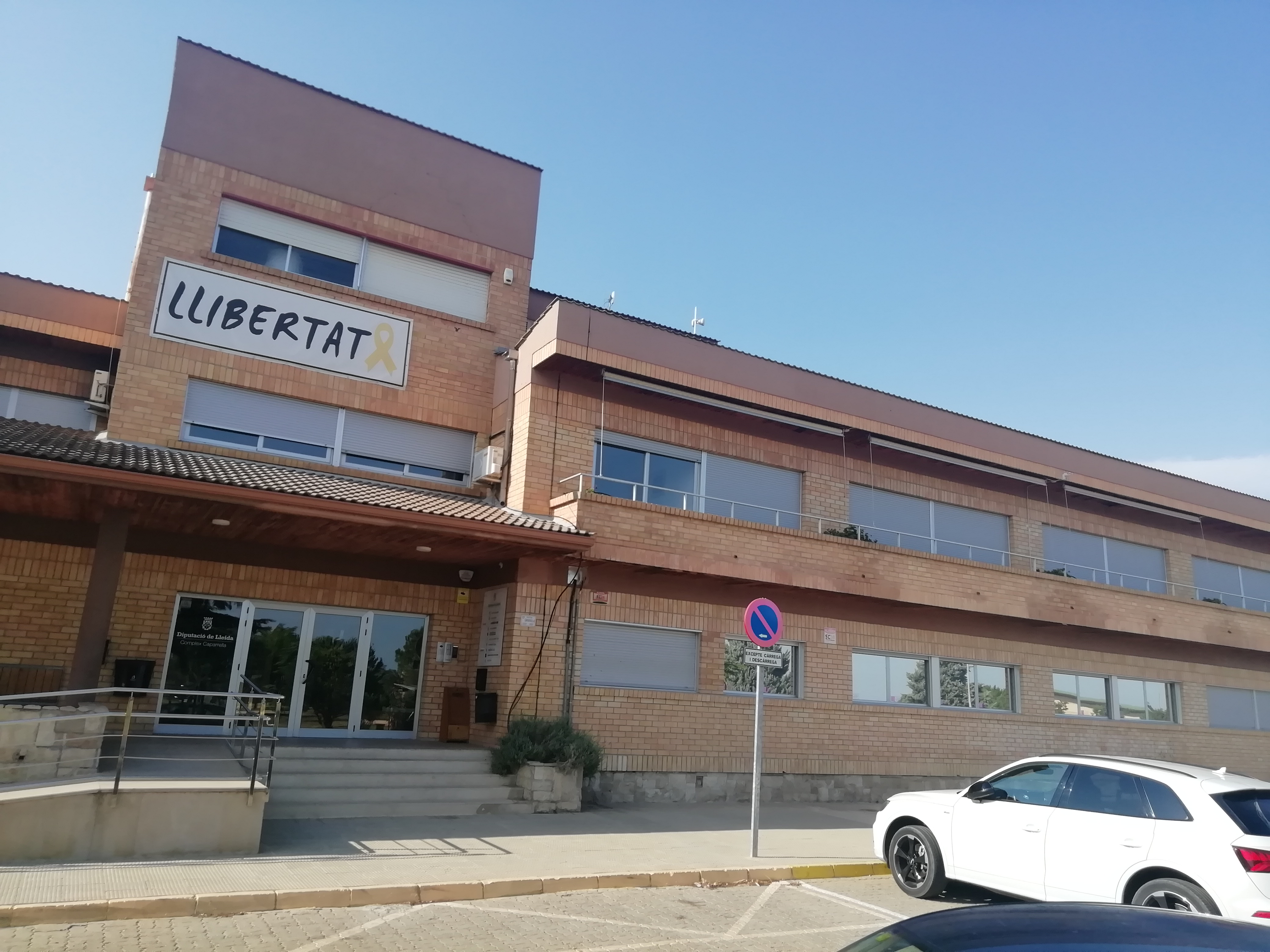
Edifici principal de les instal·lacions de la Diputació de Lleida.
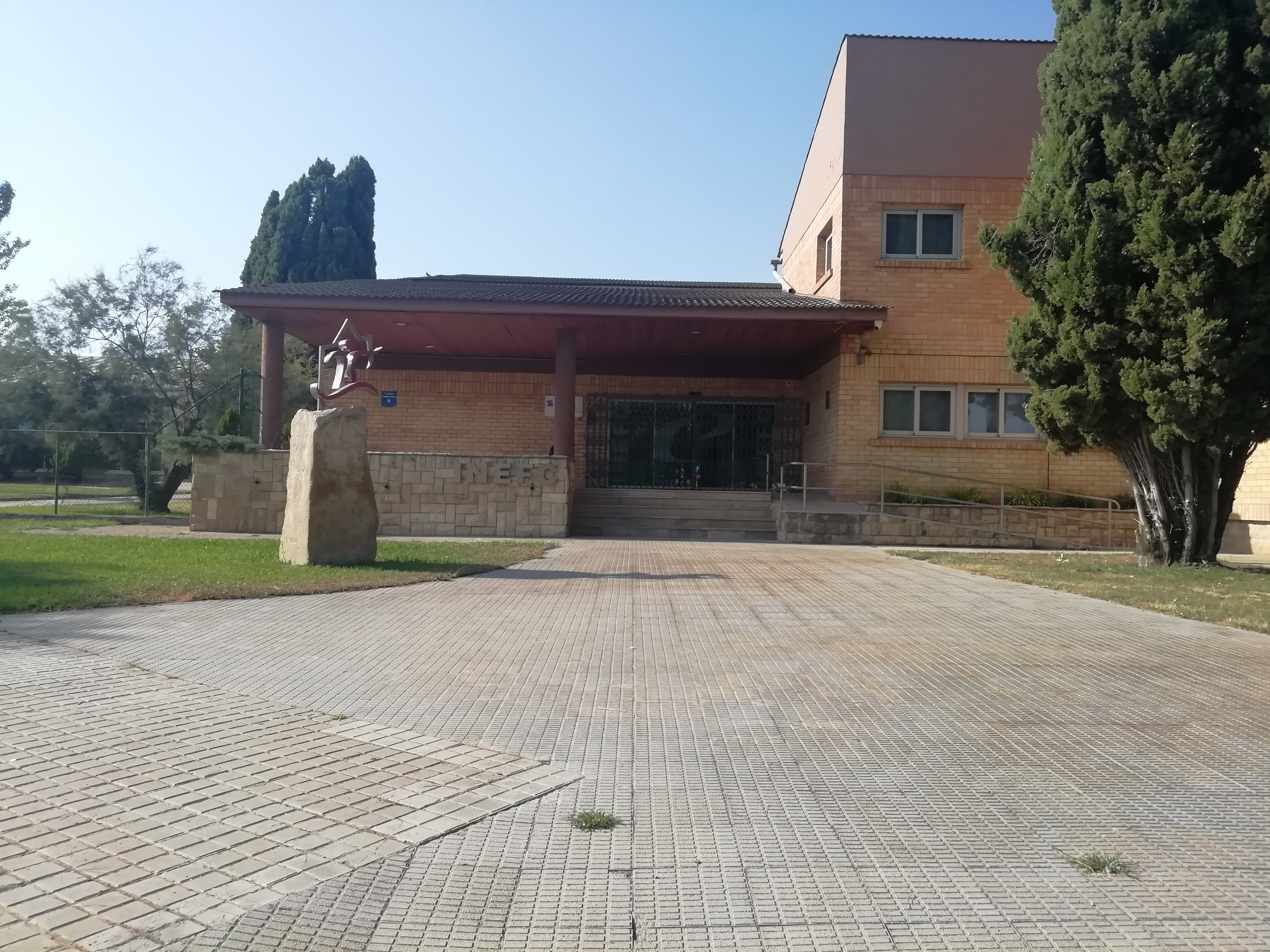
INEFC. Campus de Lleida.
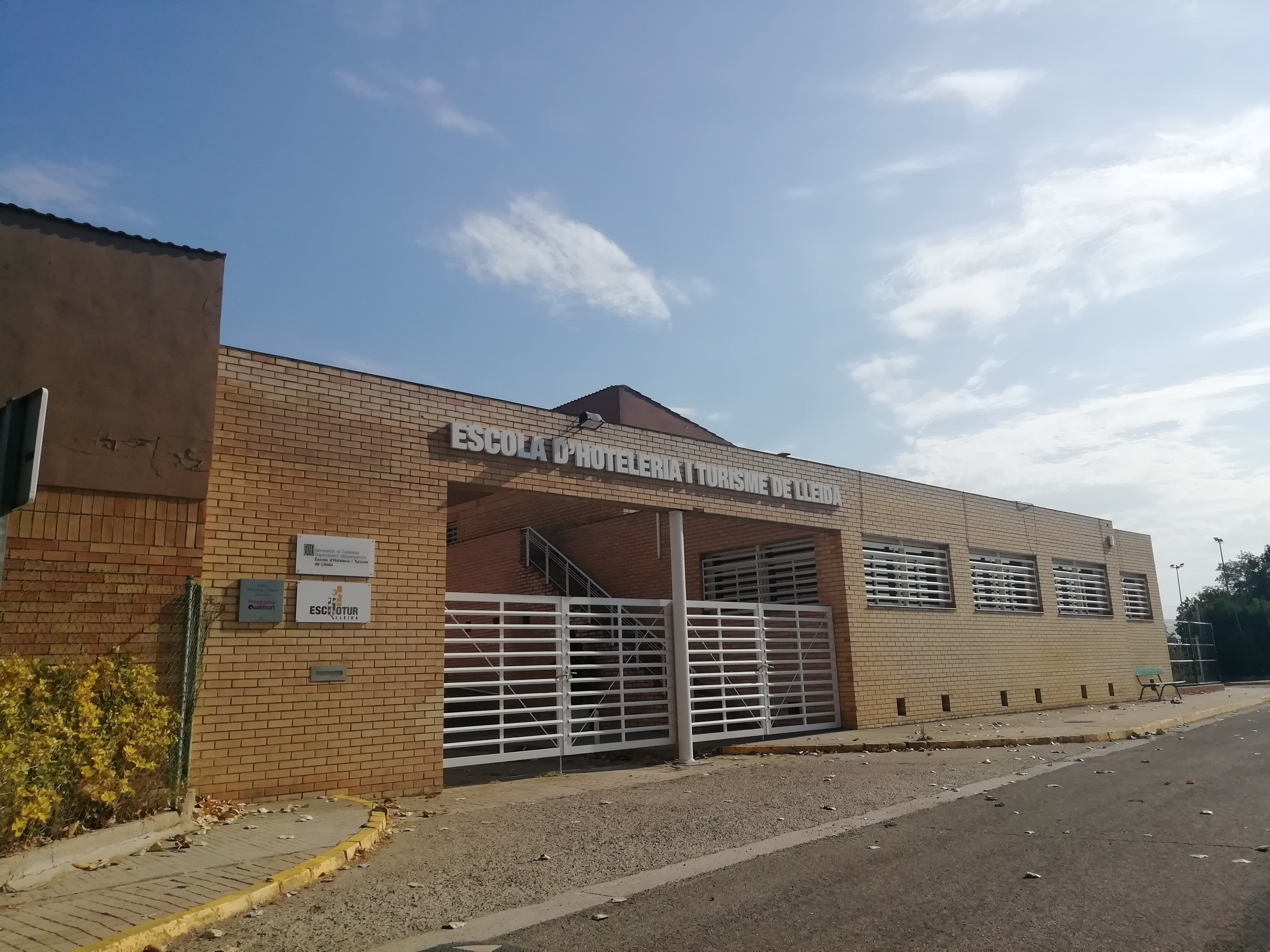
Escola d'Hoteleria i Turisme de Lleida.